# Saint-Loup (Manche)
Saint-Loup település Franciaországban, Manche megyében. Lakosainak száma 678 fő (2022. január 1.). Saint-Loup Saint-Senier-sous-Avranches, Saint-Quentin-sur-le-Homme, Saint-Ovin és Avranches községekkel határos.

## Népesség
A település népessége az elmúlt években az alábbi módon változott:
| Lakosok száma | 307  | 429  | 460  | 564  | 716  | 716  | 708  | 679  | 677  | 678  |
|               | 1968 | 1982 | 1990 | 2006 | 2013 | 2015 | 2017 | 2019 | 2020 | 2022 |